# El Progreso, San Pedro Ixcatlán
El Progreso är en ort i Mexiko.   Den ligger i kommunen San Pedro Ixcatlán och delstaten Oaxaca, i den sydöstra delen av landet, 300 km sydost om huvudstaden Mexico City. El Progreso ligger 331 meter över havet och antalet invånare är 660.
Terrängen runt El Progreso är varierad. Runt El Progreso är det ganska glesbefolkat, med 39 invånare per kvadratkilometer. Närmaste större samhälle är San Pedro Ixcatlán, 4,4 km nordost om El Progreso. Omgivningarna runt El Progreso är en mosaik av jordbruksmark och naturlig växtlighet.